# Tvillingarna (stjärnbild)
För andra betydelser, se Tvillingarna.
Tvillingarna (Gemini på latin och Geminorum i genitiv) är en av stjärnbilderna på ekliptikan. Den är en av de 88 moderna stjärnbilderna som erkänns av den Internationella astronomiska unionen.

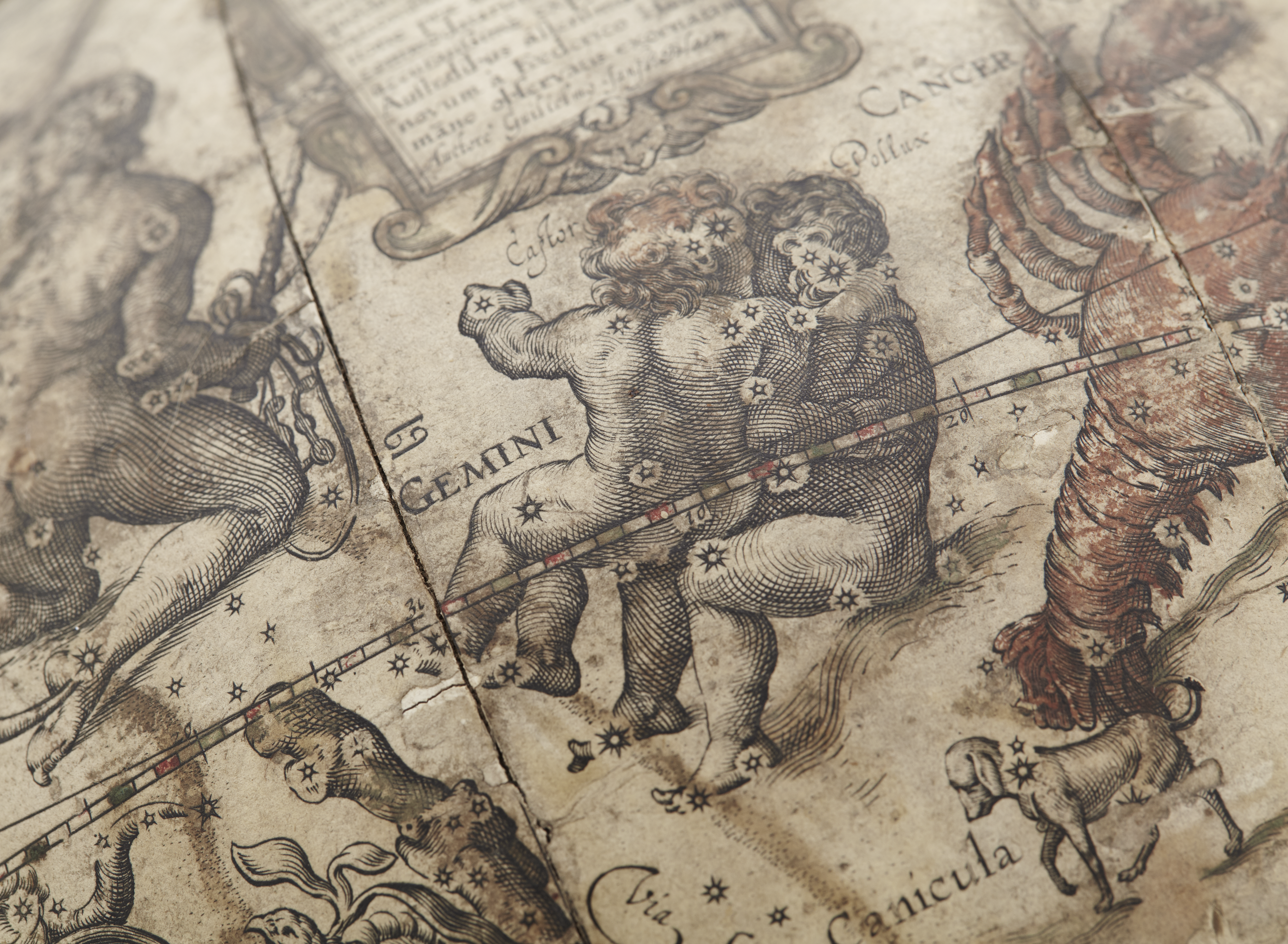
Tvillingarnas stjärntecken på en jordglob från 1602.

## Historik
Tvillingarna var en av de 48 konstellationerna som listades av den antike astronomen Ptolemaios i hans samlingsverk Almagest. 
Petrus Plancius uppfann i södra delen av nuvarande Tvillingarna en stjärnbild som han kallade Cancer Minor, lilla kräftan. Stjärnbilden blev en kortlivad skapelse, i början av 1600-talet, och finns inte kvar idag. Den bestod av stjärnorna 68, 74, 81 och 85 Geminorum, vilka utgör en liten ljussvag men naturlig asterism, som med lätthet kan iakttas med kikare. Naturforskaren och parodikern John Hill kallade på 1700-talet denna asterism för Lumbricus, daggmasken, för att göra narr över det stora antal stjärnbilder som denna tids astronomer uppfann.

## Mytologi
Kastor och Polydeukes (Castor och Pollux på latin) var två tvillingar med drottning Leda som mor, men med skilda fäder. Polydeukes var son till Zeus och därmed odödlig, medan Tyndareus, kung och Ledas make, var far till Kastor, som således var en vanlig dödlig människa. De var också bröder till Helena och Klytaimestra. När nu Kastor dödades i strid, så lyckades Polydeukes, genom sina kontakter med sin farbror Hades, gud över dödsriket, utverka att han och Kastor skulle få tillbringa varannan dag i dödsriket Hades, och varannan dag i Olympen.

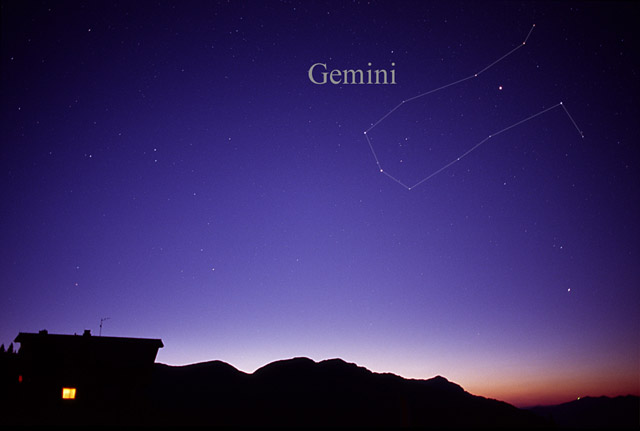
Stjärnbilden Tvillingarna (Gemini) som den kan ses med blotta ögat.

## Stjärnor
Tvillingarna innehåller flera ljusstarka stjärnor som bildar ett slags rektangulär form. Ljusstarkast är stjärnorna Alfa och Beta Geminorum, med egennamnen Castor och Pollux. Dessa ligger i motsols ände av Tvillingarna. I andra änden ligger Gamma Geminorum, Alhena, och stjärnorna Eta och My, Propus respektive Tejat Prior.
Det här är de ljusaste stjärnorna i konstellationen.
- α - Castor (Alfa Geminorum) är en multipelstjärna med sex komponenter, varav tre går att särskilja med teleskop: Castor A, B och C (YY Geminorum). Alla dessa tre komponenter är i sig spektroskopiska dubbelstjärnor, vilket innebär att de är stjärnpar så nära belägna varandra, att det krävs spektroskopiska metoder för att upptäcka att de var för sig är par. Castor har en magnitud av 1,58.
- β - Pollux (Beta Geminorum) är en orangegul jättestjärna av K0-typ, på 35 ljusårs avstånd, medan Castor-systemet befinner sig på 45 ljusår. Pollux har magnitud 1,14.
- γ - Alhena (Almeisan, Gamma Geminorum) har magnitud 1,915.
- ε - Mebsuta (Epsilon Geminorum) har magnitud 3,06.
- μ - My Geminorum (Tejat Posterior, Calx) har magnitud 2,857. Dess båda latinska namn har med positionen att göra. Tejat Posterior betyder ”den bakre tassen” och Calx ”hälen”.
- η - Eta Geminorum (Tejat Prior) är en multipelstjärna där primärstjärnan är en röd jätte som varierar i ljusstyrka, 3,15 – 3,9.
- U Geminorum är en dvärgnova som har utbrott med ungefär 100 dygns mellanrum.

## Djuprymdsobjekt
Att titta mot Tvillingarna är att titta bort från Vintergatan. Området har därför ganska få objekt.

### Stjärnhopar
- Messier 35 (NGC 2168) är en öppen stjärnhop som har en lika stor utbredning som fullmånen.
- NGC 2158 är en öppen stjärnhop.

### Galaxer
- NGC 2415 är en oregelbunden galax.

### Nebulosor
- Eskimånebulosan (NGC 2392 eller Caldwell 39) är en berömd planetarisk nebulosa i Tvillingarna. Den är en ljus ringformig planetarisk nebulosa med excentriska ringar kring en relativt ljus centralstjärna. Det som utmärker nebulosan är att den omges av en krans av kometliknande strukturer, en krans som lätt kan föreställas som pälskapuchongen hos en väl påklädd inuit (förr kallade "Eskimåer").
- IC 443 (Sharpless 248) är en supernovarest, som tros vara 3000 – 30000 år gammal. Den är på engelska känd under namnet Jellyfish Nebula.[2]
- Medusanebulosan (Sharpless 2-274, Abell 21) är en planetarisk nebulosa som upptäcktes 1955.

## Landskapsstjärnbild
Tvillingarna är Medelpads landskapsstjärnbild.